# William D'Amico
Pour les articles homonymes, voir D'Amico.
William John D'Amico, né le 3 octobre 1910 à Utica (New York) et mort le 30 octobre 1984 à Lake Placid (New York), est un bobeur américain.

## Biographie
William D'Amico participe aux Jeux olympiques de 1948 à Saint-Moritz, et remporte le titre olympique en bob à quatre avec ses coéquipiers américains Patrick Martin, Francis Tyler et Edward Rimkus.

## Palmarès

### Jeux olympiques
- : Médaillé d'or en bob à 4 aux Jeux olympiques de 1948

### Championnats du monde
- Championnats du monde de bobsleigh 1949 à Lake Placid
  -  Médaille d'or en bob à 4.
- Championnats du monde de bobsleigh 1950 à Cortina d'Ampezzo
  -  Médaille d'or en bob à 4.
  -  Médaille de bronze en bob à 2.